# Operacija (medicina)
Operacija (lat. operatio: djelatnost, posao, djelovanje) u medicini označava kirurški zahvat što ga izvodi liječnik radi uklanjanja bolesnog ili ozlijeđenoga dijela tijela, uklanjanja stranoga tijela iz organizma te uspostavljanja izgleda i funkcije pojedinog organa uz oblikovanje novih anatomskih odnosa u organizmu.
Za izvođenje operacije načelno je potrebna bolesnikova privola (privola njegovih roditelja ili skrbnika ako je riječ o djetetu ili duševnom bolesniku). Od toga se pravila odstupa samo ako postoji izravna životna opasnost za bolesnika.